# Färgelanda församling
Färgelanda församling var en församling i Dalslands kontrakt i Karlstads stift. Församlingen låg i Färgelanda kommun i Västra Götalands län (Dalsland). Församlingen uppgick 2022 i Färgelanda-Högsäters församling.

## Administrativ historik
Församlingen har medeltida ursprung.
Församlingen var till 1680 moderförsamling i pastoratet Färgelanda, Ödeborg och Torp som till 1670 även omfattade (Valbo-)Ryrs församling. Från 1680 till 1962 var församlingen moderförsamling i pastoratet Färgelanda och Ödeborg, från 1962 till 2010 moderförsamling i pastoratet Färgelanda, Ödeborg och Torp som till 1968 även omfattade Valbo-Ryrs församling. År 2010 införlivades Torps och Ödeborgs församlingar och församlingen utgjorde därefter ett eget pastorat. Församlingen uppgick 2022 i Färgelanda-Högsäters församling.

## Kyrkor
- Färgelanda kyrka
- Torps kyrka
- Ödeborgs kyrka.